# Parandaniexis mirabilis
Parandaniexis mirabilis is een vlokreeftensoort uit de familie van de Stegocephalidae. De wetenschappelijke naam van de soort is voor het eerst geldig gepubliceerd in 1929 door Schellenberg.